# Tiliqua
Tiliqua es un género de lagartos de la familia Scincidae que se distribuyen entre Australia e Indonesia. Es una especie de lagarto que en la parte frontal de la boca, tiene una lengua de serpiente.

## Especies
Según The Reptile Database:
- Tiliqua adelaidensis
- Tiliqua gigas
- Tiliqua multifasciata
- Tiliqua nigrolutea
- Tiliqua occipitalis
- Tiliqua rugosa
- Tiliqua scincoides

Además, se han descrito algunas especies extintas:
- Tiliqua laticephala[1]
- Tiliqua pusilla[2]